# David Jehn
David Jehn (* 1963) ist ein deutscher Jazz- und Weltmusiker (Kontrabass, E-Bass, auch Mandoline, Gesang, Komposition).

## Leben und Wirken
Jehn wuchs in einer musikalischen Familie auf, ab 1970 in Worpswede; sein Vater war der Kirchenmusiker Wolfgang Jehn, die Mutter die Schriftstellerin und Liedermacherin Margarete Jehn. Als freischaffender Musiker arbeitete er in der Uli Beckerhoff Group, mit Alex Gunia, Carolyn Mas, Dave Goodman, Audrey Motaung und Helge Schneider. Er veröffentlichte eigene Tonträger, ist aber auch an Alben mit dem Schné-Ensemble, den Ethno-Formationen Leyli, Nağara, Christiane Mueller und No Mercy beteiligt. Aktuell spielt er bei The Kingfish, in der Coverband Backpages, der Band Mellow Melange und im Trio von Marialy Pacheco; im Duo mit ihr entstand 2013 das Album Ventana al Verano. Mit dem Trio JazzSmells um Wolfgang Ekholt veröffentlichte er 2022 das Album Dots & Lines. Gemeinsam mit dem Pianisten Michael Berger begleitete er die Sängerinnen Maria de Fatima und Evelyn Gramel. Er absolvierte auch Auslandstourneen durch Frankreich, Spanien, Schweden und Mitteleuropa. Mit seiner Mutter entstand das Hörspiel Betonrosen und Feuerlilien (RB / NDR, 1990). Mit seinem Bruder Nicolas Jehn schuf er als Gebrüder Jehn Musik für Kinder.
Seit 1999 lehrt Jehn als Dozent für E- und Kontrabass an der Universität Bremen.
Jehn hat für die von ihm initiierten Kindermusikprojekte bei der Bremer KulturAmbulanz 2011 den Anerkennungspreis der Bremer Startstiftung erhalten.

## Hörspiele (Auswahl)
- 1990: Olov Svedelid: Betonrosen und Feuerlilien (Komposition) – Regie: Ursula Langrock (Hörspielbearbeitung, Kinderhörspiel, Kriminalhörspiel – RB/NDR)
- 1999: Raymond Jean: Die Vorleserin (Musik: Bass) – Bearbeitung, Realisation und Regie: Hans Helge Ott (Hörspielbearbeitung – RB/Holger Rink/SR)